# Černohorské království
Černohorské království (srbsky: Краљевина Црнa Горa, Kraljevina Crna Gora) byla konstituční monarchie v jihovýchodní Evropě na Balkáně, existující od 28. srpna 1910 do 28. listopadu 1918.
Země vznikla z Černohorského knížectví v roce 1910; příčinou jejího zániku byla anexe Království černohorského Srbskem a následné začlenění země k novému království Srbů, Chorvatů a Slovinců na základě podepsání Korfské deklarace. Jako samostatná byla země obnovena až jako republika v roce 2006 rozpadem unie se Srbskem, který následoval po rozpadu Jugoslávie.

## Dějiny

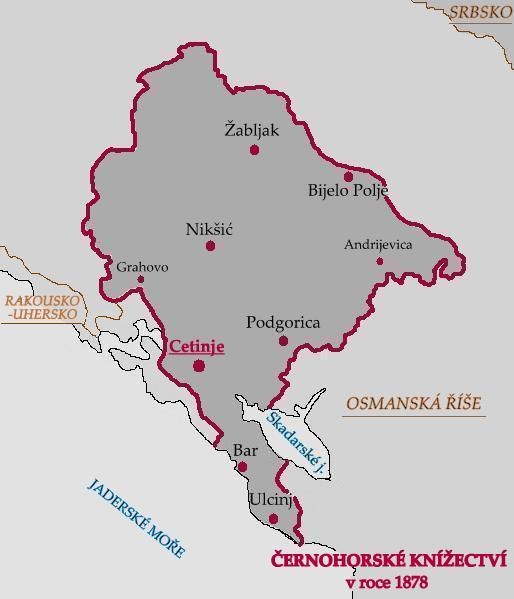
Mapa Černohorského knížectví v roce 1878

### Politicko-historické pozadí
Na počátku nové éry 20. století hrálo nevelké Černohorské knížectví důležitou roli na poli balkánské a celoevropské politiky. Kníže Nikola I. Petrović-Njegoš si mnoha způsoby zajistil sympatie předních evropských států, především Ruského impéria. Tento vlastenecky smýšlející panovník se po definitivním mezinárodním uznání černohorské nezávislosti v roce 1878 na kongresu v Berlíně odhodlal a za podpory Carského Ruska a Italského království sepsal Proklamaci království a za přítomnosti předních církevních hodnostářů a mnoha významných osobností tehdejší evropské politiky vyhlásil v hlavním městě Cetinje nové státní zřízení a následně se v souladu s peticí z parlamentu nechal korunovat historicky prvním černohorským králem.
Černohorskému království předcházelo téměř 60 let trvající knížectví, jehož vývoj byl mnohdy velmi bouřlivý. Předním bodem byla krutá vláda knížete Danila II. a jeho zavraždění Todorem Kadićem v Kotoru dne 13. srpna 1860. Další důležitou událostí byly války proti Osmanské říši, které vyvrcholily výhrou Černohorců ve slavné bitvě u Grahova. Důsledkem vítězství bylo značné rozšíření hranic země a obrovské odpoutání od osmanské nadvlády.

### Korunovace

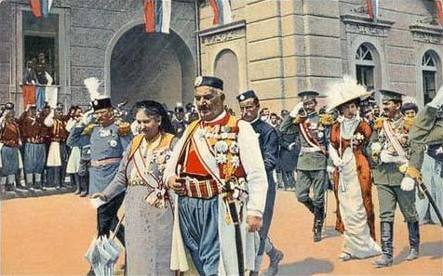
28. srpen 1910 v Cetinje – vyhlášení království

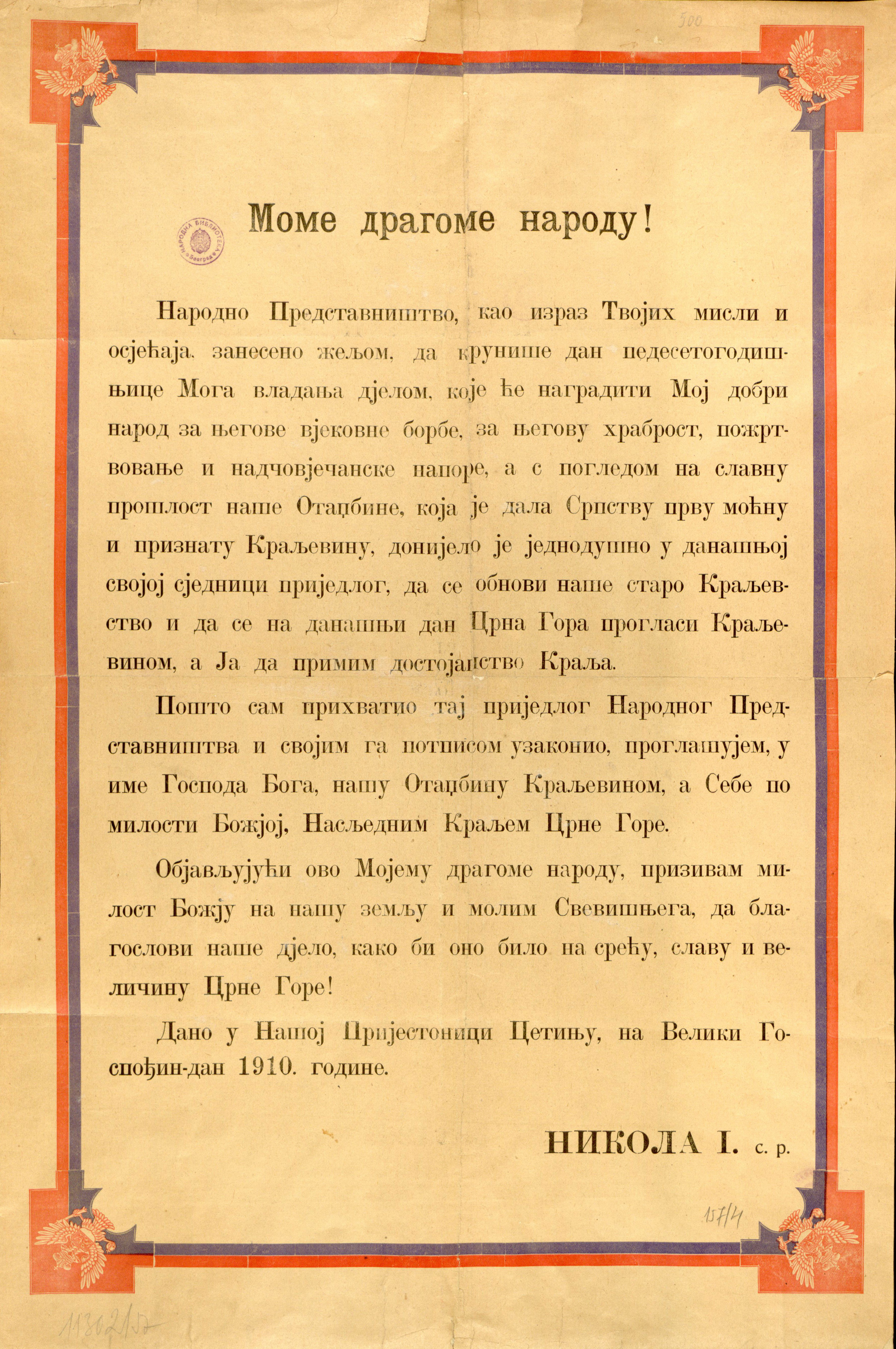
Nikolova proklamace království a krále

Samotné vyhlášení království proběhlo 28. srpna 1910. Korunovace Nikoly I. a jeho manželky Mileny Teodózie Vukotić na krále a královnu byla velkou slavnostní událostí. Kromě členů černohorské královské rodiny byli významnými hosty např. italský král Viktor Emanuel III., ruská carevna Alexandra Fjodorovna s ruskou velvyslankyní v Černé Hoře Klavijou Popovovou, ruská velkoknížata Petr Nikolajevič a Nikolaj Nikolajevič, srbský korunní princ Alexandr I. Karađorđević, vévodkyně Jutta Meklenbursko-Štrelická, britský korunní princ Eduard VIII. s velvyslancem, bulharský car Ferdinand I., španělský král Alfons XIII. a královna Viktorie z Battenbergu, francouzský prezident Armand Fallières s první dámou Jeanne Bresson, japonský císař Meidži Velký, perský vůdce Ahmad Šáh, vévoda František Josef Battenberg, francouzská koncertní umělkyně Violet Wegnerová a mnoho dalších.
Obřad započal v sídle parlamentu a vlády Vladin dom, kde proběhla oficiální korunovace krále a královny v korunovačních rouších nově zhotovenými korunovačními klenoty. Poté následoval pochod k Cetinjskému klášteru, kde se nechal král Nikola I. v duchu národní tradice korunovat i historickou korunou srbského cara Štěpána IV. v tradičním kroji. Následné oslavy trvaly dlouho do noci.

### Balkánské války
Král Nikola I. byl velice schopným vojevůdcem a vojenským stratégem. Tuto vlastnost po něm zdědil jeho nejmladší syn princ Petr Štěpán, který se již ve svých 18 letech stal členem Černohorské královské národní armády a brzy byl povýšen na jednoho z nejdůležitějších armádních velitelů.
V Balkánských válkách celkově patřilo Černohorské království k zemím úspěšným.

#### První balkánská válka

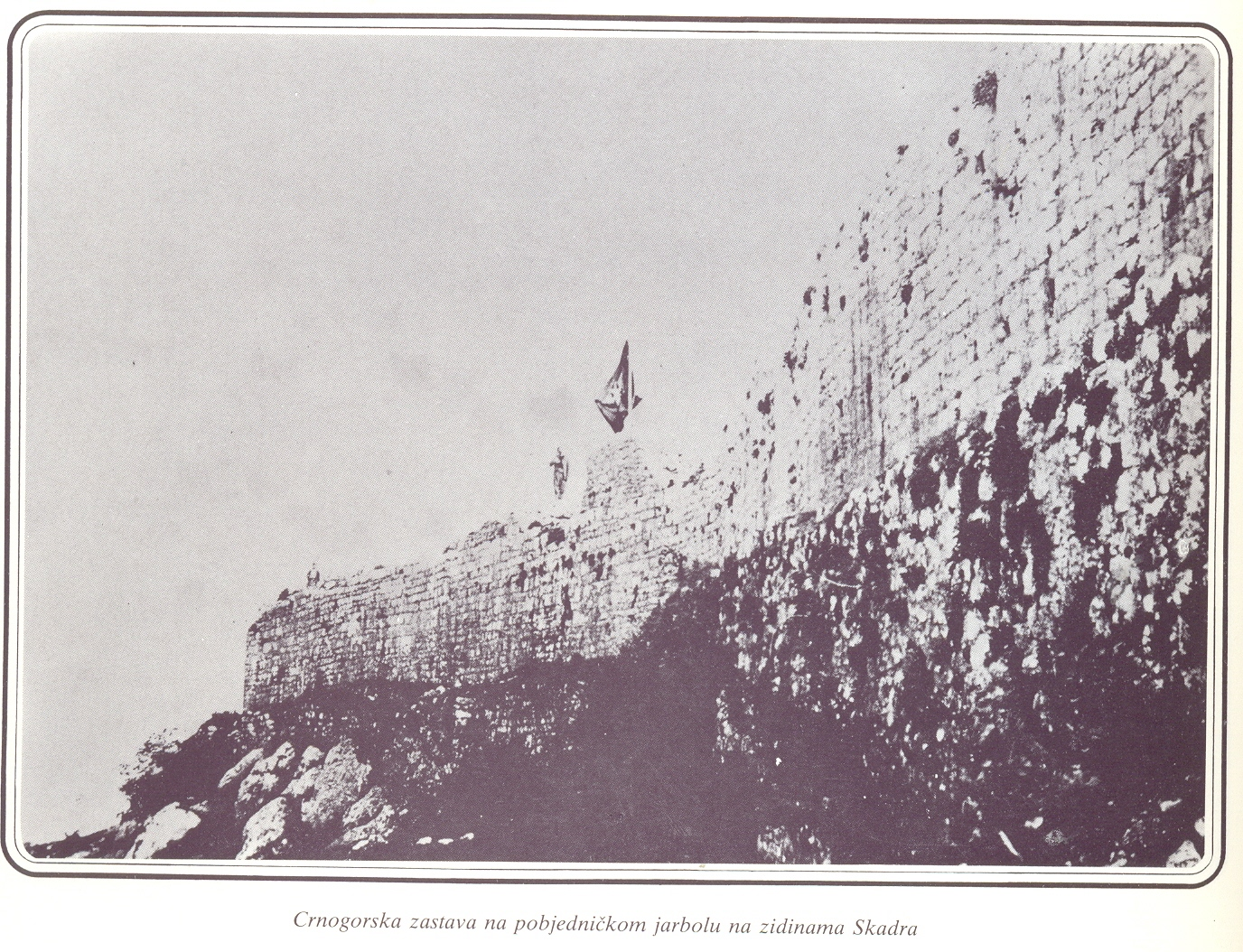
Černohorská válečná vlajka zvaná Alaj vlající nad zdmi dobytého Skadaru

V září 1912 vyrazilo vojsko Královské armády pod vedením prince Petra a ministra obrany generála Vukotiće směrem na východ. Když 26. září 1912 Černohorci překročili hranice Osmanské říše, princ Petr coby velitel vojska symbolickým prvním výstřelem proti tureckému vojsku odstartoval první balkánskou válku. Bitvu proti Turkům (na počest prince Petra také někdy přezdívanou bitvou princů) Černohorci vyhráli. Následně se Černá Hora stala členem bloku zvaného Balkánský svaz společně s Řeckem, Srbskem a Bulharskem.
Následovalo období četných vítězství černohorské armády. Černohorci zaslali Istanbulu ultimátum, ve kterém žádali poskytnout křesťanským oblastem autonomii. Ultimátum Osmané odmítli, s čímž ale Balkánský svaz předem počítal. Černohorští vojáci se v První balkánské válce proslavili především velice silnou morálkou oproti nejen Turkům, ale i ostatním balkánským národům. Po výhře v bitvě princů Černohorci společně se Srby postupovali směrem ke Kosovu, kde dobyli značná území. Na jaře 1913 začali Černohorci dobývat další četná území dnešní severní Albánie. To zakončilo obléhání města Skadaru, jež Černohorci za cenu značných ztrát nakonec dobyli a jež se stalo centrem dobyté části Albánie (při obléhání položilo svůj život přes 10 000 černohorských vojáků). Dobytí města se stalo v Černé Hoře velkou slavnostní událostí, Skadaru bylo dosaženo především díky princi Petru Štěpánovi, dále ale také díky korunnímu princi Danilu Alexandrovi a v neposlední řadě také králi Nikolovi I. Tento územní rozmach však přestal být vhod evropským velmocem. Velvyslanci těchto zemí nakonec v Londýně rozhodli o vyhlášení albánské autonomie. Černohorci si však zajistili podporu Ruského impéria a v držení Skadaru a severní Albánie pokračovali. Skadarskou krizi nakonec pomohla vyřešit finanční smlouva s králem Nikolou I. Černohorci se města vzdali v červnu 1913.

#### Druhá balkánská válka
Po značných vítězstvích v předchozí válce neměl král Nikola I. žádné důvody se do nově rozpoutané druhé balkánské války zapojovat. Černá Hora se snažila profitovat na dobytých koloniích v Kosovu a řešila hospodářské záležitosti s koloniemi albánskými, kterých byla nucena se vzdát. Situace se však změnila na začátku července 1913, kdy přišel naléhavý dopis z Bělehradu o pomoc v bojích proti Bulharům. Princ Petr se stal velitelem vojáků při tažení Černohorců na pomoc srbským spojencům. Právě díky jeho velení Srbové za obrovské pomoci Černé Hory porazili Bulhary v bitvě na řece Bregalnici. To byl ale jediný velký počin země ve druhé balkánské válce. 31. července bylo uzavřeno příměří a 10. srpna se černohorský ministr zahraničních věcí zúčastnil podepsání mírové smlouvy v Bukurešti.

### První světová válka

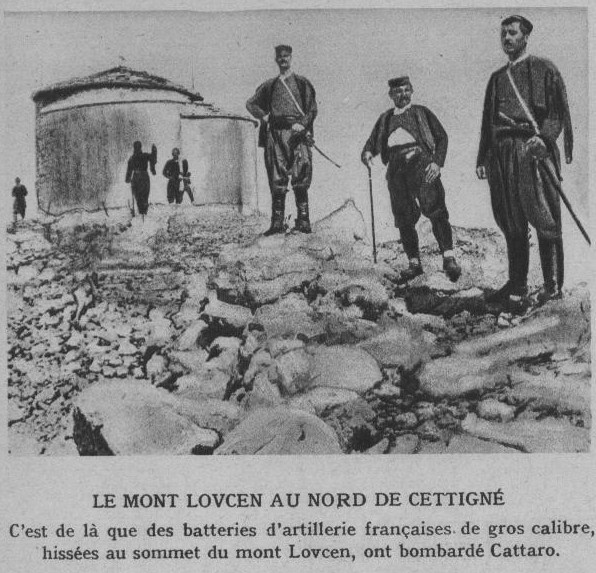
Černohorští vojáci pod vedením prince Petra Štěpána na vrcholu hory Lovćen

V první světové válce zakusilo Černohorské království obrovské útrapy. Po vypuknutí války 28. července 1914 zaujala země ihned válečné postavení, 29. července byla mobilizována Královská armáda (přes její velké ztráty během obléhání Skadaru). Na straně Dohody vyhlásila země válku ústředním mocnostem. Odpovědí tomu byla první invaze Rakousko-Uherska směrem na Srbsko a Černou Horu; rakousko-uherské jednotky byly však vytlačeny a Černohorci pak na začátku srpna 1914 pod vedením prince Petra Štěpána bombardovali tehdy rakousko-uherské město Kotor a přilehlé části Boky Kotorské ze silně opevněného vrcholu hory Lovćen. Za pomoci válečné flotily Černohorského královského námořnictva a také anglo-francouzských loďstev se Černohorcům vedlo úspěšně odbourávat útoky Rakušanů a získali tak mnoho zajatců a četnou dělostřeleckou techniku. 10. srpna 1914 provedla černohorská armáda silný útok proti rakouským jednotkám, nevyužila však předtím získanou výhodu. Úspěšně odolala druhé invazi Rakousko-Uherska a v březnu 1915 začala postupovat směrem k přístavu Sutomore a později ovládla většinu tehdy Rakouskem kontrolovaných území a málem dosáhla až Sarajeva v Bosně a Hercegovině. Tam se ale Černohorci kvůli početnějším Rakušanům museli pomalu stahovat zpátky. Již v květnu 1915 se situace začala obracet v neprospěch Černé Hory. V Černohorci dobyté Budvě se konalo setkání prince Petra a jiných černohorským generálů s plukovníkem Leopoldem Hupkou, bývalým rakousko-uherským velvyslancem v Cetinje. Kvůli náhlé převaze Rakušanů nezbylo Černé Hoře nic jiného, než požádat Rakousko-Uhersko o zastavení bombardování černohorských měst. Na světlo pak vyšly mnohé nemilé události – například zásobování Rakušanů srbskými separatisty, které jim pomohlo ke snazšímu přístupu na horu Lovćen, a dále také písemný rozkaz Rakousko-Uherska, jenž nařizoval ústup Černohorců a umožňoval Rakušanům obsazení vrcholu Lovćenu. V lednu 1916 došlo k silné invazi do Černé Hory a její armáda musela definitivně kapitulovat a stáhnout se z Lovćenu. Po dobytí tohoto strategického bodu již silnějším Rakušanům nebránilo příliš mnoho překážek v obsazení země. Černohorská královská rodina se z Cetinje stáhla nejprve do zimního královského paláce v Podgorici, kde probíhaly poslední možné pokusy o ochranu země před okupací centrálními mocnostmi, nakonec musel král s královnou a rodinou odejít do nejprve italského a později francouzského exilu do města Cap d'Antibes, kde měla dynastie Petrovićů-Njegošů značný majetek. Francouzský prezident Raymond Poincaré uznal černohorskou vládu sídlící v Bordeaux jako exilovou. Nakonec byla Černá Hora od Rakousko-Uherska osvobozena srbskými spojenci, 7. listopadu 1918 byla osvobozena i Boka Kotorska. Srbové ale využili nepřítomnosti krále a královny a o rok dříve, 20. července 1917 podepsali deklaraci na Korfu, jež prohlašovala vytvoření nového království Srbů, Chorvatů a Slovinců pod vládou srbské dynastie Karađorđevićů. O den později, 21. července 1917 byla Černá Hora anektována Srbskem a částečně zbavena nezávislosti. 26. listopadu 1918 obvinila Srbskem nezákonně ustanovená Podgorická skupština krále Nikolu I. z uzavření separátního míru s nepřítelem, sesadila dynastii Petrovićů-Njegošů z černohorského trůnu a definitivně zrušila černohorskou nezávislost. 1. prosince 1918 se tedy Černá Hora stala součástí Království Srbů, Chorvatů a Slovinců. Na rozhodnutí Podgorické skupštiny po válce zareagovala významná část Černohorců dne 7. ledna 1919 vypuknutím neúspěšného vánočního povstání za suverenitu monarchie. V důsledku těchto událostí se tedy Černá Hora stala jedinou spojeneckou zemí, která po první světové válce ztratila nezávislost.

## Politika

### Politický systém země

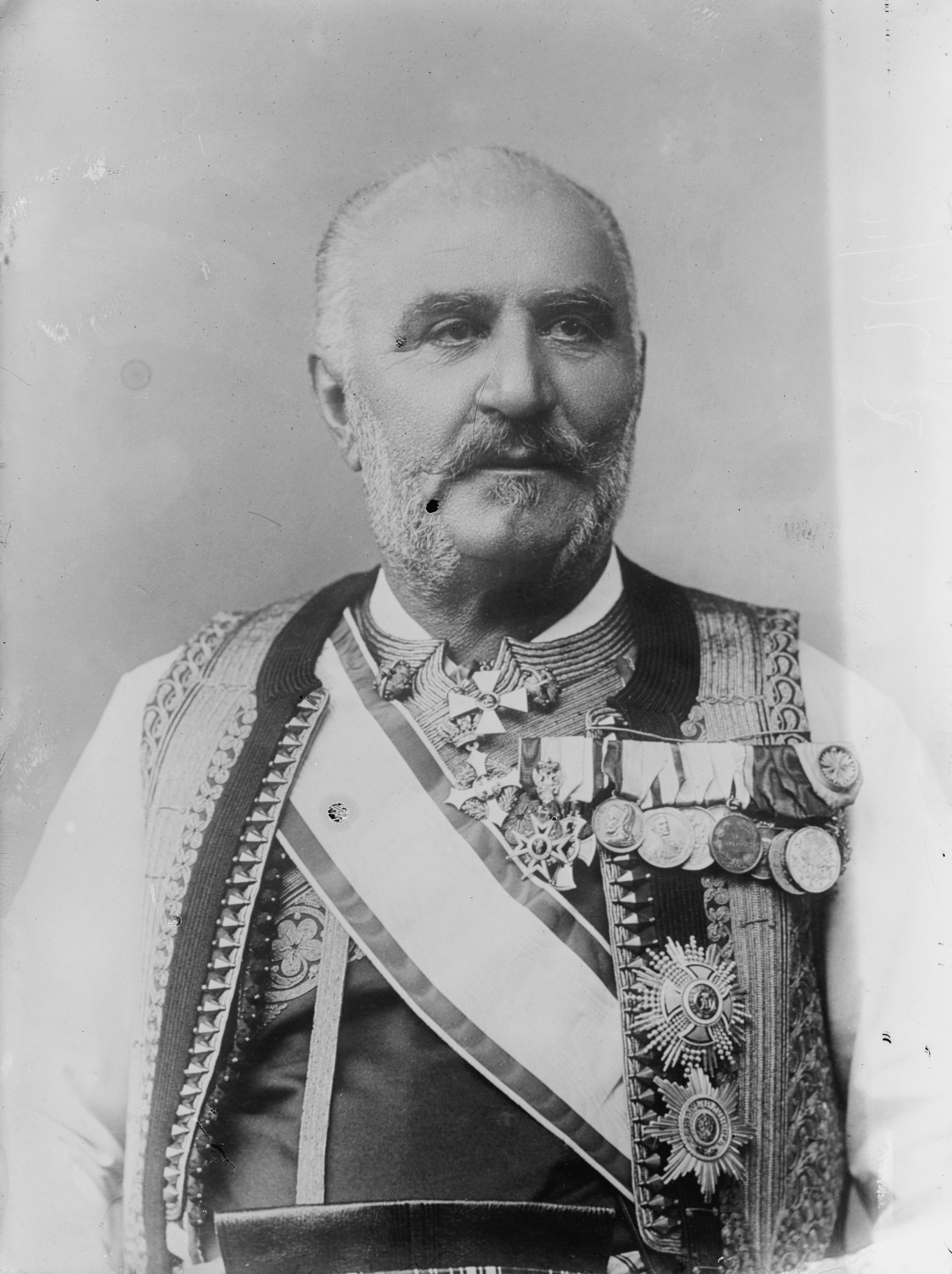
Král Nikola I. Petrović-Njegoš

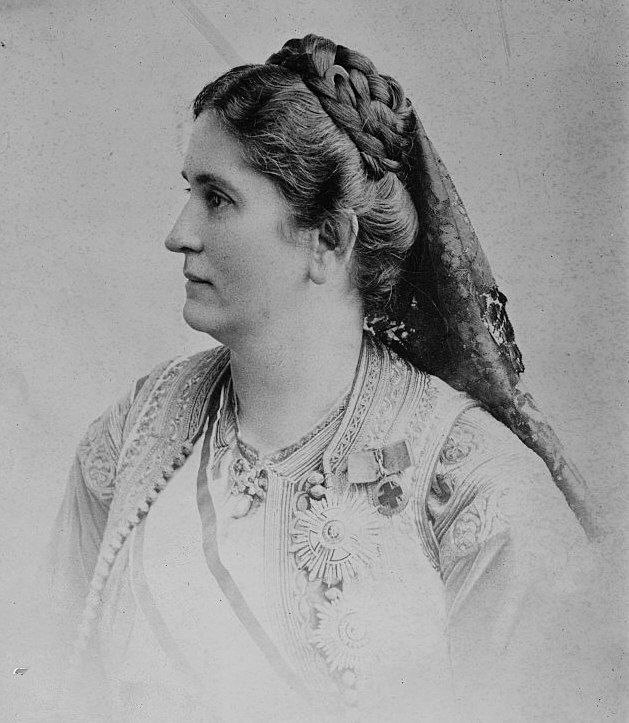
Královna Milena Teodózie Vukotić

Nikola I. Petrović-Njegoš usiloval ještě jako kníže o absolutistickou vládu, avšak v roce 1905 byl donucen k částečné liberalizaci režimu a na nátlak obyvatelstva, toužícího po větší svobodě, vydal 19. prosince 1905 první černohorskou ústavu. Černohorské království, vyhlášené v roce 1910, už tedy oficiálně bylo konstituční monarchií, ale i přes demokratické volby byla skoro veškerá moc soustředěna do rukou krále.
Černohorské království mělo tradiční politické rozdělení státní moci na legislativu (panovník společně s parlamentem), exekutivu (vláda) a judikativu (soudy).
Panovník byl zároveň vrchním velitelem ozbrojených sil a jedinou osobou umocněnou vyhlásit válku či příměří/spojenectví. Nikola I. držel také titul maršála ruské carské armády. Pouze panovník měl právo svolávat a rozpouštět parlament či vládu.
Oficiální rezidencí panovníka byl hlavní královský palác v Cetinje, eventuálně vedlejší královská sídla v dalších černohorských městech (Podgorica, Nikšić, Bar...).
Parlament Černohorského království (Народна cкупштина Краљевине Црне Горе, Narodna skupština Kraljevine Crne Gore - Národní skupština Černohorského království) se na základě ústavy poprvé sešla v říjnu 1906 ještě za dob knížectví. Parlament byl ústavou vázán k panovníkovi a bez jeho vědomí a souhlasu nemohl navrhovat, vydat, zamítnout či změnit žádný zákon a vydávat veřejná usnesení. Panovník zároveň nemohl samostatně rozhodovat o vládních institucích, upravovat daně či státní rozpočet bez souhlasu skupštiny. Parlament rovněž nemohl svěřit politickou odpovědnost do rukou vlády, ministrů bez vědomí a souhlasu panovníka.
Vláda Černohorského království (Министарски савјет, Ministarski savjet - Rada ministrů) byla zcela závislá na rozhodnutích panovníka.
Vládu tvořili
- předseda vlády
- 1. místopředseda vlády
- 2. místopředseda vlády
- ministr obrany

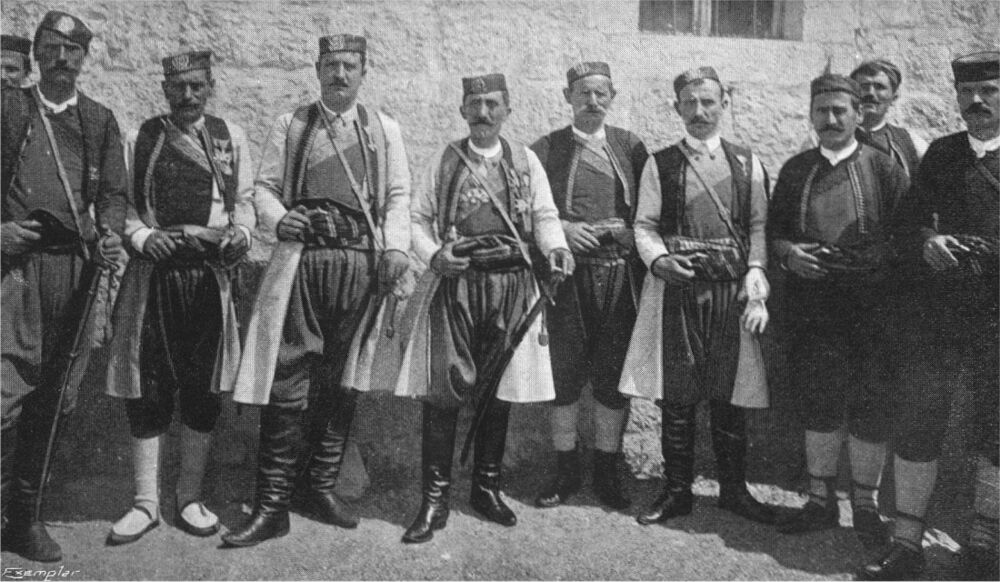
Černohorští státní hodnostáři

- ministr zahraničních věcí a správy kolonií
- ministr spravedlnosti
- ministr vnitra
- ministr financí a stavebnictví
- ministr školství a náboženství

Prvním předsedou vlády se mezi lety 1910 - 1912 stal doktor Lazar Tomanović.
Moc soudní byla rozdělena na Velký soud a krajské soudy. Velký soud byl nejvyšším soudním orgánem s pravomocí řešit konečný verdikt o odvolání proti okresním soudům. Do roku 1902 směl v občanskoprávních sporech jednat za nejvyšší soud přímo panovník, poté již nikoli. I tak ale panovníkovi zůstala pravomoc udělovat Milost krále a zmírňovat tresty – v těchto záležitostech proslula svou dobrotou královna Milena Teodózie.
Státní rada (Државни Савет, Državni Savět) byla složena z šesti panovníkových rádců, jmenovaných přímo panovníkem podle sepsaného dekretu. Státní rada plně podléhala moci panovníka a byla ústavou jmenována jako nejdůležitější částí správy a prodeje nemovitostí, patřícím státu. Parlament uznal platnost Státní rady až po uznání jí panovníkem.
Hlavní státní kontrola byla podle ústavy nejvyšším úřadem kontrolujícím státní rozpočet. V jejím čele byli dva hlavní státní kontroloři, voleni parlamentem na základě seznamu, navrženého Státní radou.

### Diplomatické a mezinárodní vztahy

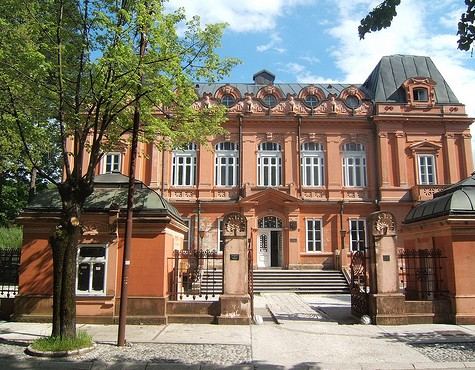
Bývalé velvyslanectví Ruského impéria v Cetinje

První přátelské diplomatické styky s cizí mocností navázala moderní Černá Hora v roce 1711 s Ruským carstvím za vlády vladyky Danila I. Petroviće-Njegoše. Vztahy s Ruskem se udržely na skvělé úrovni i do současnosti. V roce 1869 bylo v Cetinje otevřeno velvyslanectví Ruského impéria. Vztahy s Ruským impériem se ještě více upevnily díky sňatkům princezny Milice Ady s ruským Velkoknížetem Petrem Nikolajevičem a princezny Anastázie Jeliky s velkoknížetem Nikolajem Nikolajevičem.
První velvyslanectví Černé Hory bylo zřízeno v roce 1863 za dob knížectví v albánském Skadaru. V zahraniční politice se král Nikola I. upínal na východ, především na Ruské impérium a dále také na Srbské království (připojení k Srbsku ale odmítal, především po znovunastoupení dynastie Karađorđevićů na srbský trůn). Vztahy s Rakousko-Uherskou monarchií byly vždy velmi proměnlivé, byť se dařilo zachovávat na oko klidnou atmosféru (ke Království českému ale poutal krále Nikolu I. především silný kulturní vztah). Vztah s Italským královstvím se upevnil po svatbě Nikolovy dcery Eleny Alexandry Petrović-Njegoš s italským králem Viktorem Emanuelem III. Přáteli Černé Hory byly také Spojené státy americké, velkým důkazem toho bylo mj. otevření černohorského velvyslanectví ve Washingtonu, D. C. již v prosinci 1910 a následné otevření amerického velvyslanectví v Cetinje a návštěva prezidenta Williama Howarda Tafta s první dámou Helen Herron Taftovou, kteří se z Ameriky do Černé Hory dostali na palubě luxusní zaoceánské lodi Milena, patřící Černohorskému královskému námořnictvu - cestu nechal uhradit jako pozornost Nikola I.
Zahraniční politika byla plně v odpovědnosti panovníka.
Černohorské království mělo do roku 1916 otevřená následující velvyslanectví
- velvyslanectví v Bělehradě (Srbské království)
- velvyslanectví v Konstantinopoli (Osmanská říše)
- velvyslanectví v Paříži (Třetí Francouzská republika)
- velvyslanectví ve Washingtonu, D.C. (USA)
- velvyslanectví ve Vídni (Rakousko-Uhersko
- velvyslanectví v Moskvě (Ruské impérium)
- velvyslanectví v Berlíně (Německé císařství)
- velvyslanectví v Římě (Italské království)
- velvyslanectví v Bruselu (Belgické království)
- velvyslanectví v Sofii (Bulharské carství)
- velvyslanectví v Aténách (Řecké království)

Sítě konzulárních jednatelství mělo království v Argentině, Brazílii, Itálii, Nizozemsku, na Maltě, v Norsku, Španělsku, Švýcarsku, Velké Británii, Francii, v Kanadě, v Dánsku, Rakousko-Uhersku a Japonsku. V rámci Rakousko-Uherska mělo Černohorské království konzulární jednatelství také v Praze na Ořechovce.
Do roku 1916 v Cetinje dále fungovaly velvyslanectví Rakousko-Uherské monarchie, Bulharského carství, Spojené království Velké Británie a Irska, Třetí Francouzské republiky, Spojených států, Řeckého království, Italského království, Německého císařství, Srbského království, Osmanské říše a již zmíněného Ruského impéria.
Konkordát Černé Hory při Svatém stolci byl zřízen roku 1886 jako první zástupce ortodoxní země.

### Kolonie
Černohorské koloniální impérium bylo malou a krátce trvající koloniální říší. Záležitosti týkající se správy těchto oblastí byly v rukou jejich správců-guvernérů (Administrator-guverner) - ti byli členy Ministerstva zahraničních věcí a správy kolonií - a to se zodpovídalo králi.

#### Kolonie Metochijská
Колонија Метохијска, Kolonija Metochijska
Prvním dobytým územím se po vítězství v bitvě princů stala na jihovýchodě země oblast Metochie, v současnosti patřící Kosovu. Centrem této kolonie se stalo město Peć, kde sídlil černohorský správce-guvernér. Naštěstí pro Černou Horu nebyli místní obyvatelé prakticky vůbec vzpurní a částečné odtržení od Turků spíše uvítali.

#### Kolonie Severoalbánská

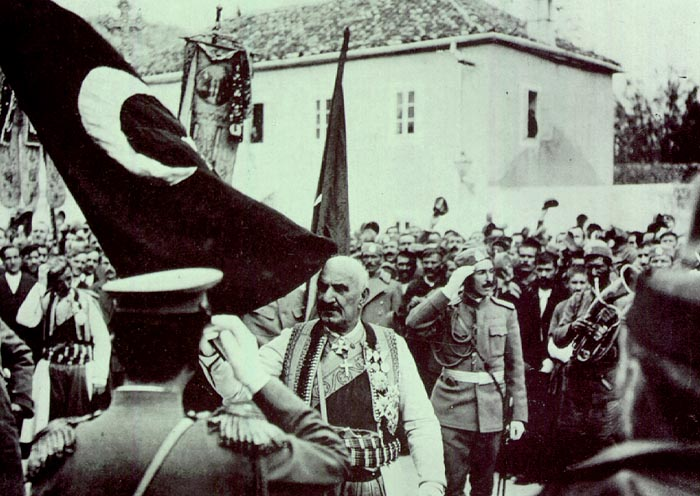
Sundávání osmanské vlajky po obléhání Skadaru králi Nikolovi I.

Колоније Североалбанска, Kolonija Severoalbanska
Druhou kolonií Černohorského království se stala velká rozlehlá část severní Albánie, kterou Černohorci dobyli na jaře roku 1913. Centrem oblasti se stal těžce dobytý přístav Skadar na pobřeží Skadarského jezera, kde Černohorci zdolali pevnost místního tureckého velvyslance a postavili zde sídlo vlastního správce-guvernéra. Černohorci chytře využili získání této kolonie a na její úkor posílili své hospodářství - rozšířil se jak rybolov, tak pěstování plodin a pastevectví.

#### Kolonie Rakouska s Bokou Kotorskou i Jihočernohorská
Колонија Аустрије са Бокоj Которској и Југoцрногорскa, Kolonija Austrije ca Bokoj Kotorskoj i Jugocrnogorska
Na ještě kratší období se v březnu 1915 stala třetí černohorskou kolonií pobřežní část Jadranu od města Sutomore přes Boku kotorskou až po hranice s městem Cavtat, kde byl centrem přístav Kotor. Tato kolonie byla dobyta na úkor Rakousko-Uherska.

##### Kolonie Jadranských ostrovů Mrkana a Barbary
Колонијa Jадранским острвима Мрканa и Барбари, Kolonija Jandranskim ostrovima Mrkana i Barbary
Čtvrtou a poslední kolonií se staly ostrůvky Otočić Mrkan a Otočić Barbara, získané díky válečné flotile Černohorského královského námořnictva.

## Pokusy o státní převrat
Dva hlavní pokusy o státní převrat vznikly ještě za dob knížectví - v roce 1908 byl srbskými anarchisty za podpory tamějších zpravodajských služeb naplánován atentát na knížete Nikolu, známý jako Bombová aféra (Bombaška afera), o rok později pokus o ozbrojené povstání - Kolašinská aféra. Oba dva pokusy byly neúspěšné a po vyhlášení království se zvýšila ochrana královské rodiny, k žádným pokusům o převrat ale již nedošlo.

## Obrana země

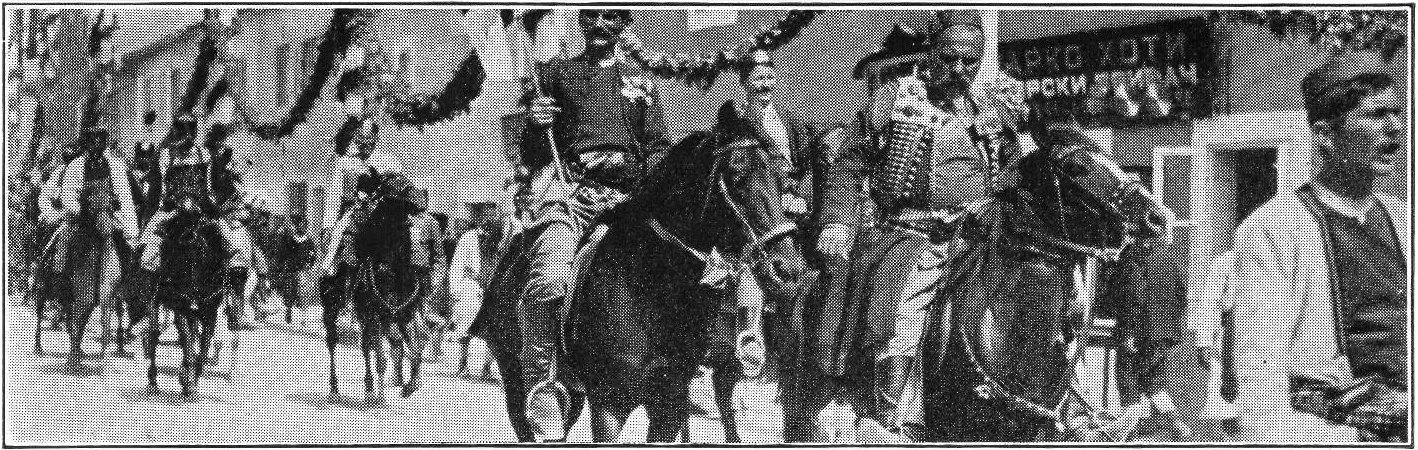
Přehlídka Černohorské královské národní armády v Cetinje v roce 1910

Ozbrojené síly monarchie se nazývaly Černohorská královská národní armáda a měly aktivní a rezervní jednotky. První významná reforma, restrukturalizace a školení armády proběhlo již v roce 1854 za vlády knížete Danila II.
Území Černohorského království bylo v roce 1912 rozděleno do čtyř divizních oblastí: Cetinjská, Podgorická, Nikšićská a Kolašinská, v roce 1913 přibyly oblasti Pljevljanská a Pećská. Tyto oblasti se dále dělily na celkem 11 brigádních oblastí, 52 praporních a 322 rotných oblastí.

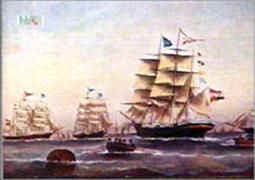
Černohorské královské námořnictvo - pohled na některé lodě válečné flotily, v popředí úspěšná fregata Splendido

Divize se skládaly z 2 – 3 pěchotních brigád. Před začátkem první balkánské války měla Černohorská královská národní armáda přes 55 000 vojáků.

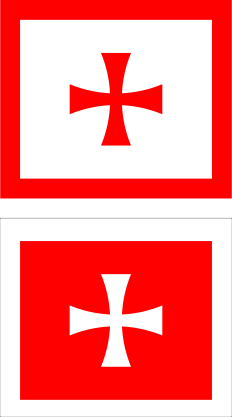
vyobrazení obou variant Vlajky kříže

Armády pro každou oblast (kraj) byly složeny z 2 - 3 pěchotních brigád. Chvíli před vypuknutím První balkánské války mělo Černohorské království 55 000 vojáků.
V roce 1910 byl přijat moderní Zákon o organizace královské armády, v níž (7. článek) se uvádí, že ozbrojenými silami státu bude právě Královská národní armáda. Systematickou částí ozbrojených sil byla policie a četnictvo.
Hlavními insigniemi Královské národní armády byly dvě vlajky:
- Vlajka Alaj (Застава Алај, Zastava Alaj) byla používána spíše pro diplomatické a mezinárodní účely (např. označovala kolonie). Sestávala z, královskou korunou korunovaného, bílého dvouhlavého orla, držícího v pravé noze královské jablko, v levé noze královské žezlo, na hrudi nesoucího erb s iniciály HI (Николa I, Nikola I.)

- Vlajka kříže (Застава крстa, Zastava krsta) je starší a měla dvě varianty: buďto červený kříž na červeně orámovaném bílém pozadí nebo bílý kříž na bíle orámovaném červeném pozadí. Vlajka kříže byla hlavní válečnou vlajkou v bitvách

Důležitou částí ozbrojených sil bylo i Černohorské královské námořnictvo.
Zvláštní složkou ozbrojených sil byla Královská garda, oficiálním jménem Перјаници, Perjaniči. Největší část sloužila k ochraně krále, menší část potom k ochraně královny, korunního prince a zbytek gardy ostatním členům královské rodiny. Perjaniči čítali kolem 120 mužů.
V roce 1919 byla v Itálii obnovena část jednotek Královské národní armády. Invaze vojáků této obnovené armády do Černé Hory byla nesouhlasem s připojením Černé Hory k Srbsku. Vyvrcholením toho bylo neúspěšné Vánoční povstání za suverenitu monarchie dne 7. ledna 1919.

## Vzdělání a kultura

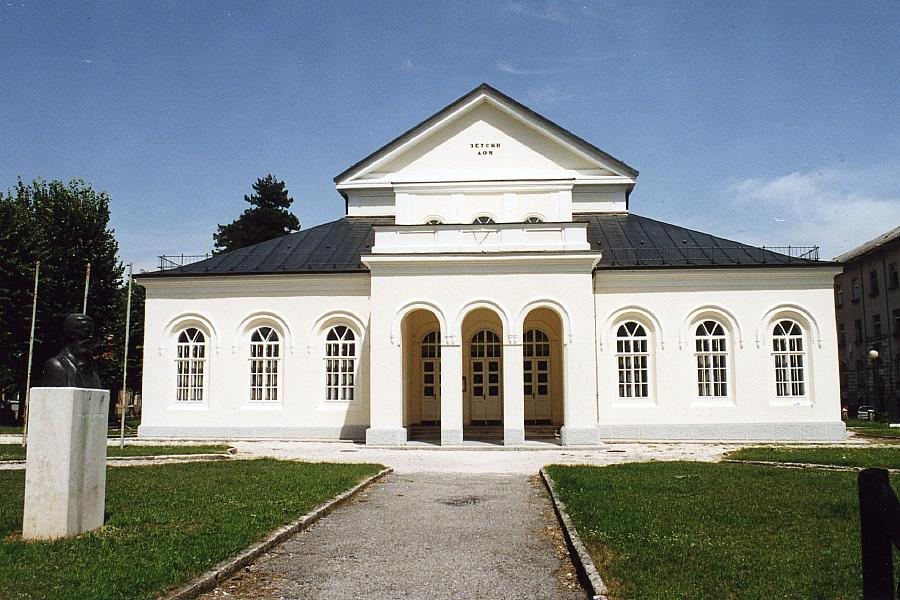
Zetski dom - budova Černohorského královského divadla

Od uznání nezávislosti až do počátku balkánských válek se počet škol v zemi ztrojnásobil. Král Nikola I. zavedl četné školské reformy a první černohorská střední škola z roku 1880 - gymnázium v Cetinje – byla v roce 1910 přejmenována na Královské gymnázium Cetinje a její dobrá pověst tak byla upevněna. Mezi významné cizí studenty patřila mj. i princezna Jolanda Markéta Savojská, nejstarší dcera italského krále Viktora Emanuela III. a královny Eleny Alexandry – dcery krále Nikoly I. Postupně se střední školy otevřely v Cetinje (církevní, hudební, historická, vojenská, dívčí), Nikšići (hospodářská), Pljevlje (chlapecká), Berane (vojenská) a Podgorici (společenskovědní a vojenská).
Dívčí školní ústav v Cetinje, speciální střední škola v Černé Hoře, působila od r. 1869 do r. 1913.
Na území Černohorského království se dále nacházely 3 vysoké školy
- Královská vojenská univerzita (Краљевски војни универзитет, Kraljevski vojni univerzitet) v Cetinje
- Královská univerzita podgorická (Краљевски универзитет подгорички, Kraljevski univerzitet podgorički) v Podgorice
- Vysoká škola námořnická (Bисокa школa морнарица, Visoka škola mornarica) v Baru

V roce 1910 bylo založeno národní Černohorské královské divadlo, první profesionální divadlo v zemi, jehož sídlem se stala empírová budova Zetský dům (Zetski dom), a které funguje dodnes. První hrou byla na pódiu nově otevřeného národního divadla provedena Balkánská cařice (Balkanska carica) – opera podle dramatu Nikoly I., hudbu složil černohorský hudební skladatel Dionisio de Sarno San Grigorio.
Významnou kulturní institucí byla Černohorská národní knihovna.

### Tisk
Král Nikola I. zavedl moderní západoevropské způsoby svobody tisku, což posunulo zemi na vyšší společenskou úroveň. Na počátku 20. století existovaly na území Černé Hory tři tiskárny.
Do roku 1915 vycházel jako hlavní černohorský denní tisk Hlas Černé Hory (Глас Црногорца, Glas Crnogorca). Tyto noviny byly vydávány v Cetinje. Po anexi Černé Hory bylo vydávání novin zakázáno, ale později v červnu roku 1917 byl Hlas Černé Hory opět vydáván v zahraničí, především ve Francii. Poslední číslo deníku vyšlo roku 1922 v Itálii.
Dalšími vydávanými deníky byly Cetinjské listy, Crnogorac, Nevesinjský týdeník, Onogošt, Ústavnost nebo Svobodná řeč.
Příznivci vytvoření unie či soustátí Černé Hory se Srbskem vydávali mezi lety 1917 a 1919 ve Švýcarsku a Francii politické a ekonomické noviny Sjednocení. Odpůrci anexe Černé Hory a jejího připojení k Srbsku začali roku 1923 v Království SHS a USA vydávat důležité noviny Americký hlas Černé Hory.

## Hospodářství

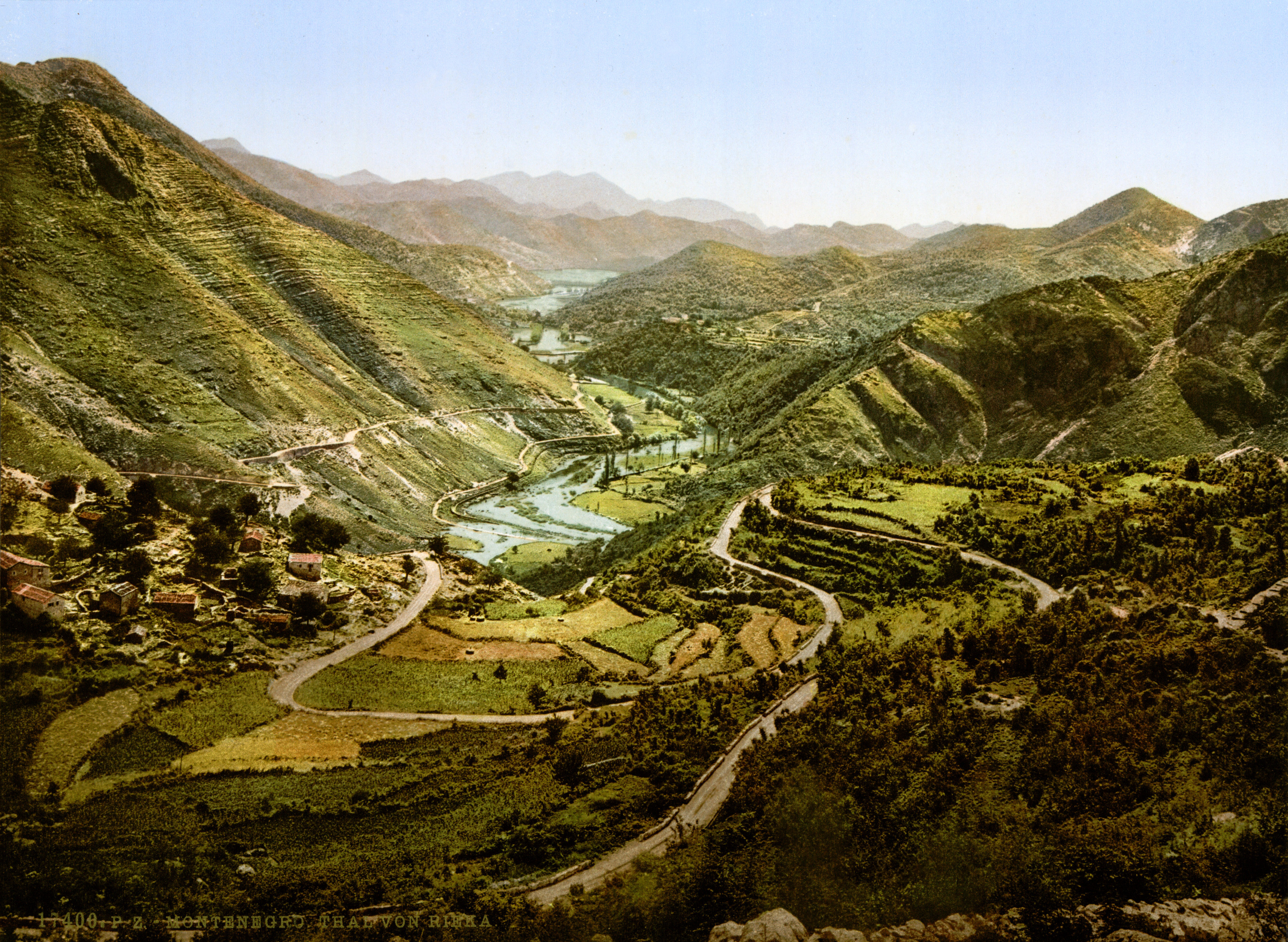
Pohled na zemědělsky využívané údolí u města Rijeka Crnojevića

Černohorské království nebylo schopno díky brzkým válkám po svém vzniku plně rozvinout svou hospodářskou činnost. I tak se ale králi Nikolovi I. podařilo zvelebit vnitřní hospodářský stav země. Po vydání ústavy z roku 1905 vznikly plány na těžbu nerostných surovin , stavbu dvou vodních elektráren na řece Morača a modernizaci přístavu Ulcinj. Z těchto plánů se ale díky pozdějším válkám podařilo rozvinout pouze těžbu hnědého uhlí a dřeva – export těchto surovin ale přes své krátké trvání přinesl značný hospodářský zisk. Modernizace přístavišť ve městě Ulcinj byla dodělána skoro do své finální podoby – město se stalo po Baru druhým hlavním přístavem země, kde sídlila menší část Královského námořnictva – a to jeho rybářská flotila.
První černohorský pivovar Onogošt – v současnosti pod názvem Pivovar Nikšićko vyrábějící stejnojmenné pivo v oblasti města Nikšić – zažil za dob království veliký ekonomický rozmach.
Hlavní ekonomickou metropolí země se stalo město Podgorica. Místní trhy byly proslulé především prodejem dobytka, kvalitním zpracováním vlny, ostatními ručními pracemi nebo zpracováním hedvábí. Velice důležitým byl také chov včel a vývoz medu. Místní specialitou byly také rozsáhlé plantáže tabáků a vinné révy – tyto dvě suroviny také zpracovávala první zahraniční společnost v Černé Hoře. Kvalitní černohorská vína Vranac a Krstać byla vyvážená především do Spojených států, Itálie nebo Rakousko-Uherska.
Přínosem ekonomice bylo také pastevectví v hornatých částech země a pěstování nejrůznějších plodin – kukuřice, především však obilí. Na Skadarském jezeře byl velice rozvinutý rybolov. V pobřežních částech země ležely rozlehlé sady oliv, pomerančů, granátových jablek a vavřínů. Celobalkánského významu nabyly i černohorské pily.

### Finance

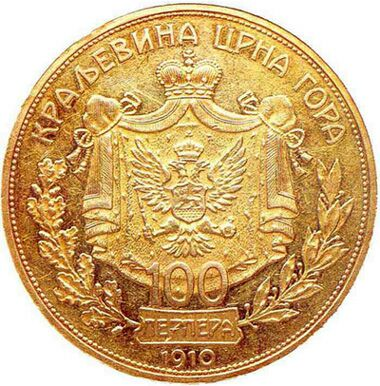
Mince 100 perperů, vydávána od roku 1910

Oficiální měnou země byl černohorský perper, založen Nikolou I. v roce 1906.
Černohorská hypotéka (Црногорскa заложница, Crnogorska založnica) – první černohorská banka z roku 1864, existovala i v dobách království. Nejdůležitější bankou Černohorského království byla ale První zetská spořitelna – dnes existující pod názvem Podgorická banka.
Finančnímu stavu země přispívaly každoroční vysoké dotace z Ruska a dále daň od Rakušanů za postoupená území na pobřeží.
Státní dluh Černohorského království nebyl nikdy vysoký. O dobrý finanční stav země se staral především zahraniční obchod. Největší množství peněz dlužila Černá Hora Rakousko-Uhersku, do roku 1914 byla však většina tohoto dluhu splacena, situaci navíc vyrovnávala rakouská územní daň.

## Doprava

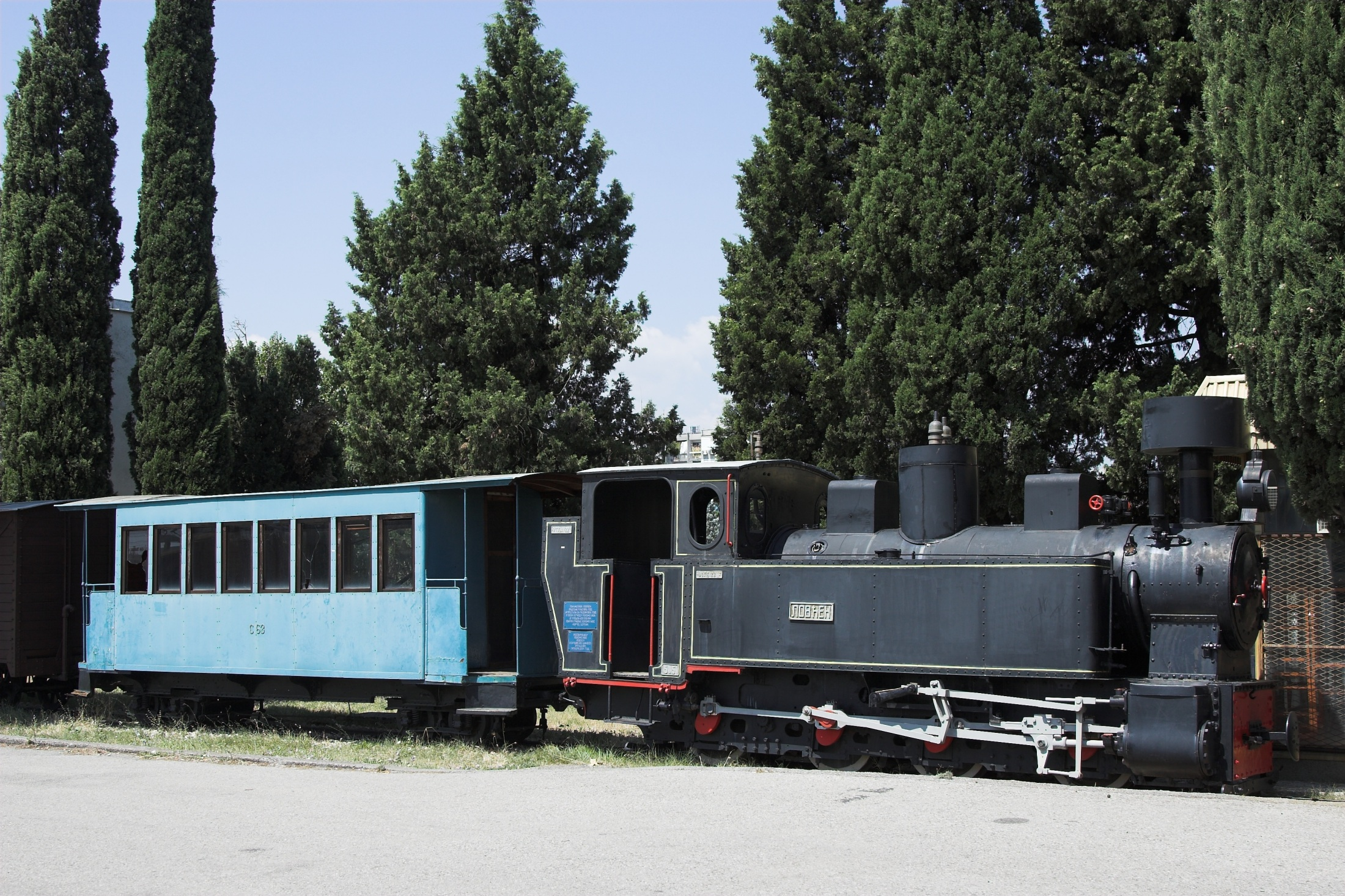
Historická lokomotiva Lovćen, fungující na trati Bar - Virpazar, v současnosti umístěná na stanici Podgorica hlavní nádraží

V roce 1910 mělo Černohorské království k dispozici přes 400 km zpevněných silnic. Tyto silnice, vesměs navržené chorvatským architektem Josefem Sladem, byly budovány takto:
- rok 1878 směr Njeguši - Cetinje
- rok 1881 směr Cetinje - Rijeka Crnojevića
- rok 1882 směr Rijeka Crnojevića - Podgorica
- rok 1884 směr Kotor - Cetinje (přes pohoří Lovćen s celkem 25 serpentinami)
- rok 1884 směr Bar - Virpazar
- rok 1896 - 1905 směr Rijeka Crnojevića - Virpazar

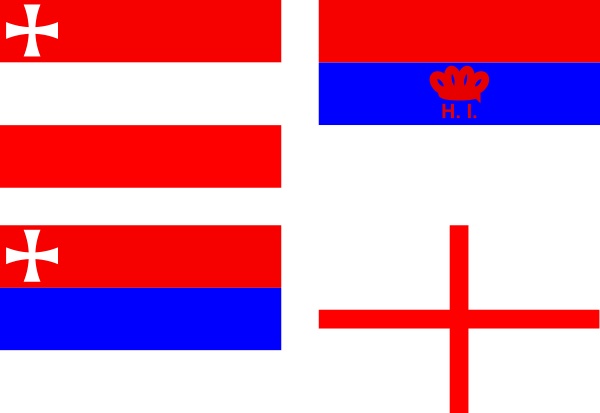
Černohorské královské námořnictvo - vlajky obchodního loďstva

Důležitou dopravní stavbou Josefa Slada byl i most César u města Nikšić.
V roce 1910 vzniklo z Černohorského knížecího loďstva nové Černohorské královské námořnictvo, sídlící v Cetinje s pravomocí regulovat plavbu na Jadranu a Skadarském jezeře. Prvním ředitelem hlavního přístavu v Baru byl jmenován Antonín Zachariáš, Chorvat z Dubrovníku. Námořnictvo se skládalo z válečné, obchodní, rybářské, reprezentativní a dopravní flotily. Část dopravní flotily stála v Rijece Crnojevića, kde obstarávala dopravu na Skadarském jezeře. Zbývající loďstvo dopravní flotily společně s flotilou válečnou, obchodní a reprezentativní kotvilo v hlavním černohorském přístavu Baru, pouze loďstvo rybářské flotily kotvilo v Ulcinji.
Obchodní flotila Černohorského královského námořnictva zahrnovala sedm lodí, válečná flotila dvanáct lodí, rybářská flotila 15 loděk a 10 velkých člunů, dopravní flotila 5 lidí a reprezentativní flotila 4 královské jachty, ale také 3 obrovské luxusní královské zaoceánské lodě, určeny královské rodině a významným hostům. Jména zaoceánských plavidel byla Nikola, Milena a Danilo Alexandr.
První lodí, která se plavila pod vlajkou Černé Hory, byla knížecí jachta Slavjanin.
Za dob království existovala pravidelná lodní doprava na Skadarském jezeře, řece Bojaně a Morače a na pobřeží Černé Hory. Obchodní flotila nakonec v roce 1911 začala provádět mezinárodní obchodní plavby do Velké Británie, Španělska, Itálie, Egypta a významné obchodní plavby na Maltu, s čímž byl spojen vznik Anglo-Černohorské obchodní společnosti. Významným počinem Královského námořnictva bylo přepravení amerického prezidenta Williama H. Tafta, první dámy Helen Herron Taftové a americkým politiků v březnu 1911 na palubě lodi Milena z Washingtonu, D. C. a zpět na státní návštěvu do Černé Hory na náklady krále Nikoly I. jako pozornost americkým přátelům.
Železnice Bar - Virpazar byla první černohorskou železnicí a zahájila provoz v listopadu 1908. Stavba železnic byla silně finančně podporována Itálií, postupně železniční tratě vznikly na pobřeží Jadranu, dále spojovaly pobřeží Skadarského jezera s Podgoricou a Danilovgradem.

### Telekomunikace
Černohorské telegrafy byly založeny již r. 1869 a v roce 1910 existovalo na území království celkem 25 pozemních telegrafních stanic.
Roku 1904 byla v Černé Hoře za přítomnosti Guglielma Marconiho založena první radiotelegrafická stanice na Balkáně.

## Hospodářské zabezpečení

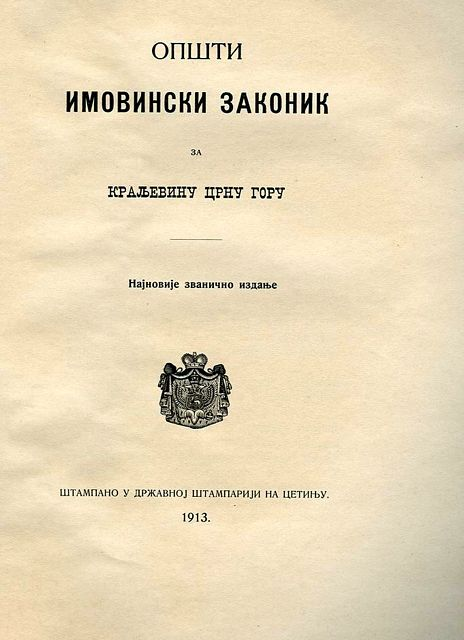
Všeobecný majetkový zákoník

Na území království fungoval všeobecný majetkový zákoník, slavné zákonodárné dílo, jenž nahradil starý kodex Danila II. Tuto kodifikaci občanského práva, kterou pro Černou Horu vytvořil chorvatský profesor práva Valtazar Bogišić, badatel v oboru slovanského práva a slovanských právních obyčejů, na návrh ruského cara Alexandra II., podníceného svým černohorským spojencem – Nikolou I. Zákoník byl vydán roku 1888. Byl jedinečným dílem jak z hlediska právně-historického, tak také praktického. Za dob království byl novelizován a v platnosti se udržel až do roku 1946. Zákoník došel uznání nejen v Evropě, nýbrž i uznání celého světa.

## Obyvatelstvo
Černohorské království nebylo oproti současnosti zemí tak multikulturní. Většinu území země obývali Srbové-Černohorci – jihoslovanský národ, jemuž byla a stále je Černá Hora domovem. Dalšími národy Chorvaté v jihozápadní části země a Albánci u Skadarského jezera, města Ulcinja v Methiji. Dále zemi z malé části obýval národ Muslimů a Arabů.
V roce 1914 žilo v Černohorském království přes 540 000 obyvatel.

## Administrativní dělení státu
Černohorské království bylo v roce 1912 rozděleno do pěti hlavních oblastí (област):
- Katunsko - riječská oblast (se správním centrem Cetinje)
- Přímořsko - Ccrmničská oblast (se správním centrem Bar)
- Zetsko - horská oblast (se správním centrem Podgorica)
- Nikšićká oblast (se správním centrem Nikšić)
- Horská oblast (se správním centrem Kolašin)

Každá oblast byla dále rozdělena do jednotlivých částí, zvaných kapetanie (капетанија, kapetanija). Těch bylo v roce 1912 celkem 56. Představitelé kapetanií - tzv. kapetáni - byli voleni parlamentem podle seznamu, vytvořeného Ministerstvem vnitra. Po balkánských válkách se počet kapetanií zvýšil na 63.
Kapetanie byly začleněny do celkem devíti okresů, zvaných nahijee (нахије, nachije): Katunská nahije, Riječská nahije, Crmničská nahije, Přímořská nahije, Lješanská nahije, Zetská nahije, Horská nahije, Vasojevićská nahije, Moračská nahije a Nikšićská nahije. 

## Náboženství

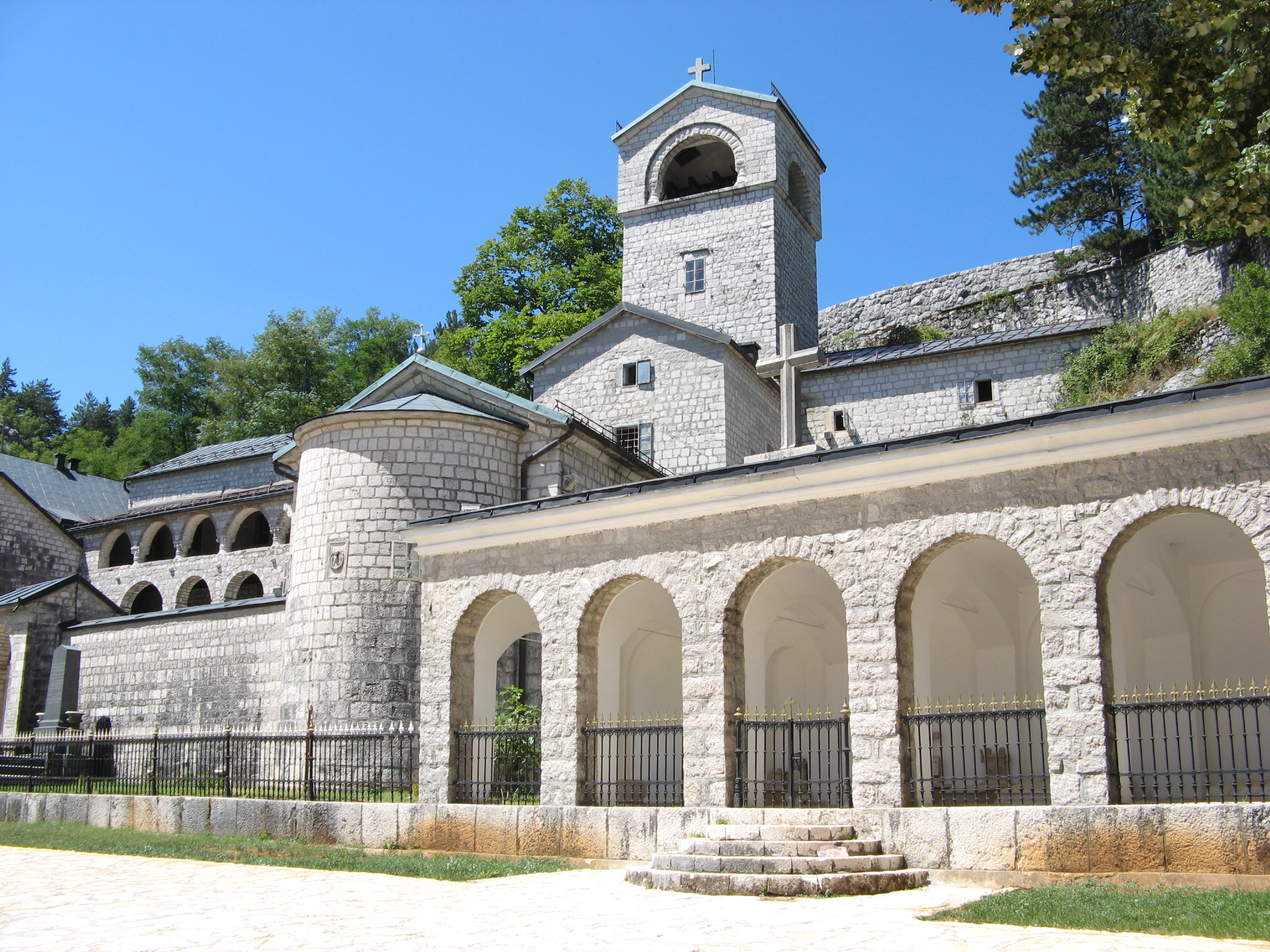
Monastir Cetinje

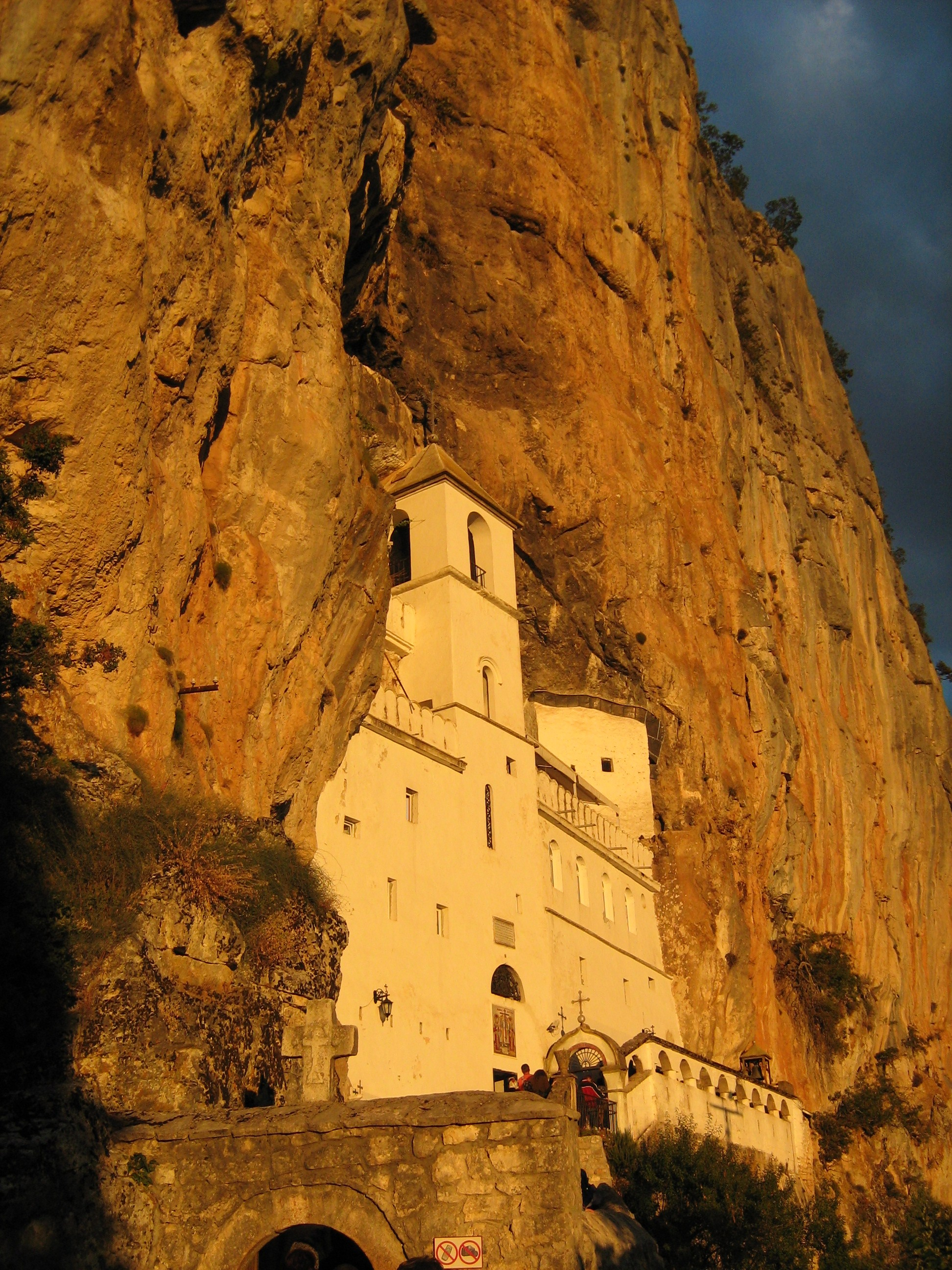
Monastir Ostrog

Podle Ústavy z roku 1905 byla státním náboženstvím Černé Hory srbská pravoslavná církev, samostatná (autokefální) část pravoslavné církve. V čele ortodoxní církve byl metropolita cetinjský, jeho zástupcem byl biskup zahamsko - rašský, sídlící v Ostrožském monastiru - klášteře. Klášterů bylo v Černohorském království celkem 11, mezi nejdůležitější patřil již zmíněny monastir Ostrog, monastir Morača, monastir Ždrebaonik a monastir Dajbabe. Země byla rozdělena do 15 děkanátů a 138 far. Po kongresu v Berlíně byla v zemi vyhlášena náboženská rovnoprávnost. Král Nikola I. povolil v zemi toleranci tří hlavních náboženství (pravoslavné křesťanství, katolické křesťanství a islám), za což si vysloužil někdy velice silnou kritiku a nemalé náboženské problémy v zemi. 
V Baru fungovalo katolické arcibiskupství, důležité především pro katolické Albánce a Srbové-Černohorci. Vrchní zástupce islámu sídlil v Podgorici.
| „                                                 | Státním náboženstvím v Černé Hoře bude východní pravoslavná církev. Černohorská ortodoxní církev bude její autokefální částí. Slouží k udržení jednoty východního pravoslaví. Všechna ostatní uznávaná náboženství jsou volně šiřitelná. | “ |
| — Ústava Černohorského knížectví: článek 40; 1905 | |   |